# انقلاب زمستانی
| تاریخ و زمان (به وقت ایران) انقلابین و اعتدالین روی زمین | تاریخ و زمان (به وقت ایران) انقلابین و اعتدالین روی زمین | تاریخ و زمان (به وقت ایران) انقلابین و اعتدالین روی زمین | تاریخ و زمان (به وقت ایران) انقلابین و اعتدالین روی زمین | تاریخ و زمان (به وقت ایران) انقلابین و اعتدالین روی زمین | تاریخ و زمان (به وقت ایران) انقلابین و اعتدالین روی زمین | تاریخ و زمان (به وقت ایران) انقلابین و اعتدالین روی زمین | تاریخ و زمان (به وقت ایران) انقلابین و اعتدالین روی زمین | تاریخ و زمان (به وقت ایران) انقلابین و اعتدالین روی زمین |
| زمان                                                     | اعتدال بهاری                                             | اعتدال بهاری                                             | انقلاب تابستانی                                          | انقلاب تابستانی                                          | اعتدال پاییزی                                            | اعتدال پاییزی                                            | انقلاب زمستانی                                           | انقلاب زمستانی                                           |
| ماه                                                      | اسفند/ فروردین                                           | اسفند/ فروردین                                           | خرداد/ تیر                                               | خرداد/ تیر                                               | شهریور/ مهر                                              | شهریور/ مهر                                              | آذر/ دی                                                  | آذر/ دی                                                  |
| سال                                                      |                                                          |                                                          |                                                          |                                                          |                                                          |                                                          |                                                          |                                                          |
| سال                                                      | روز                                                      | ساعت                                                     | روز                                                      | ساعت                                                     | روز                                                      | ساعت                                                     | روز                                                      | ساعت                                                     |
| -------------------------------------------------------- | -------------------------------------------------------- | -------------------------------------------------------- | -------------------------------------------------------- | -------------------------------------------------------- | -------------------------------------------------------- | -------------------------------------------------------- | -------------------------------------------------------- | -------------------------------------------------------- |
| ۱۴۰۰                                                     | ۳۰                                                       | ۱۳:۰۷                                                    | ۳۱                                                       | ۰۷:۰۲                                                    | ۳۱                                                       | ۲۲:۵۱                                                    | ۳۰                                                       | ۱۹:۲۹                                                    |
| ۱۴۰۱                                                     | ۲۹                                                       | ۱۹:۰۳                                                    | ۳۱                                                       | ۱۲:۴۴                                                    | ۱                                                        | ۰۴:۳۴                                                    | ۱                                                        | ۰۱:۱۸                                                    |
| ۱۴۰۲                                                     | ۱                                                        | ۰۰:۵۴                                                    | ۳۱                                                       | ۱۸:۲۸                                                    | ۱                                                        | ۱۰:۲۰                                                    | ۱                                                        | ۰۶:۵۷                                                    |
| ۱۴۰۳                                                     | ۱                                                        | ۰۶:۳۷                                                    | ۱                                                        | ۰۰:۲۱                                                    | ۱                                                        | ۱۶:۱۴                                                    | ۱                                                        | ۱۲:۵۰                                                    |
| ۱۴۰۴                                                     | ۳۰                                                       | ۱۲:۳۲                                                    | ۳۱                                                       | ۰۶:۱۲                                                    | ۳۱                                                       | ۲۱:۵۰                                                    | ۳۰                                                       | ۱۸:۳۳                                                    |
| ۱۴۰۵                                                     | ۲۹                                                       | ۱۷:۴۶                                                    | ۳۱                                                       | ۱۱:۵۵                                                    | ۱                                                        | ۰۳:۳۶                                                    | ۱                                                        | ۰۰:۲۰                                                    |

| ساعت | ۰۰:۰۷ | ۱۸:۰۳ | ۰۹:۴۴ | ۰۶:۱۳ |

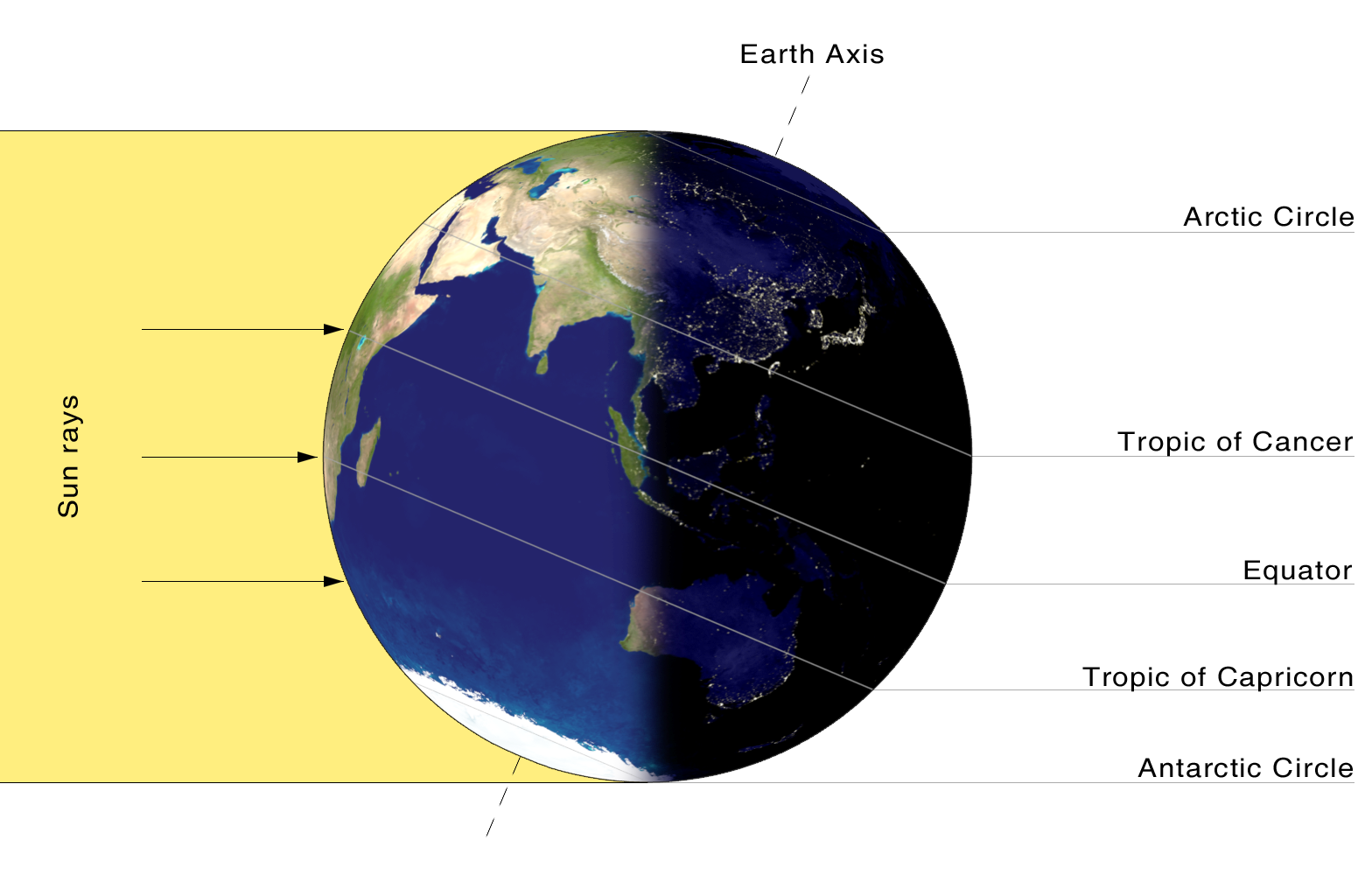
نمودار تابش خورشید در انقلاب زمستانی

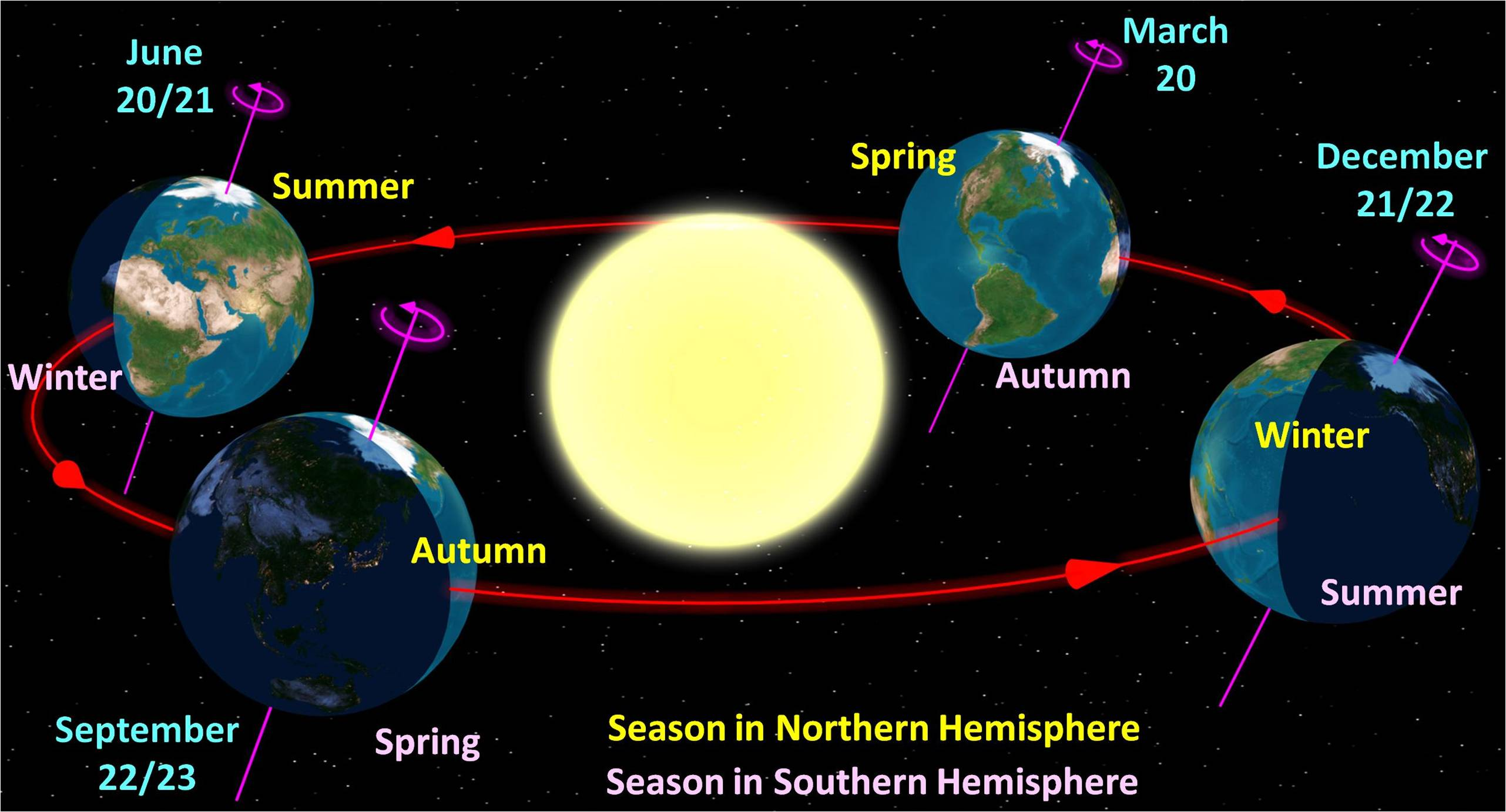
نمودار فصل‌ها، زمین سمت راست، زمان انقلاب زمستانی

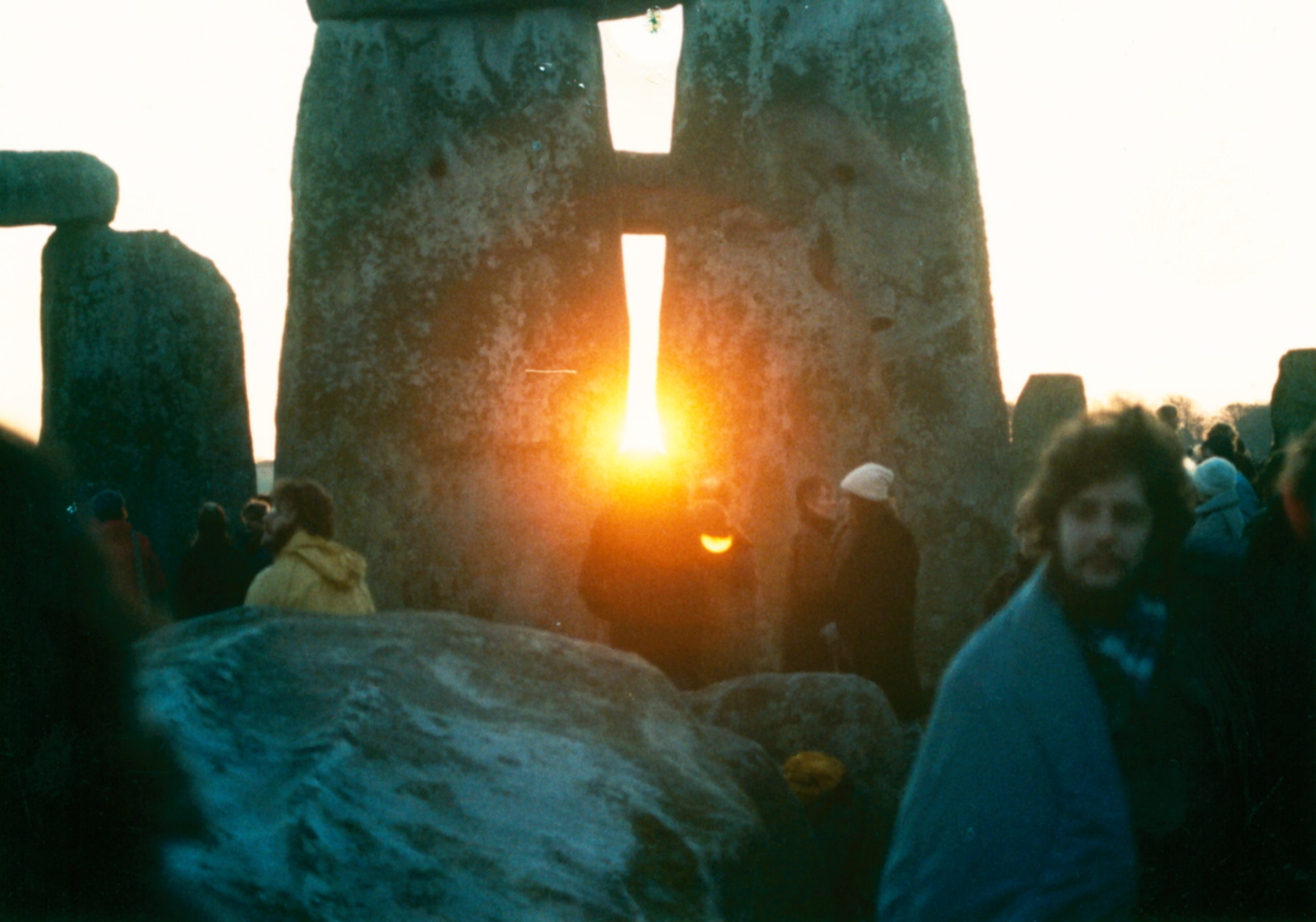
طلوع آفتاب در انقلاب زمستانی، استون هنج

انقلاب زمستانی (در نیم‌کره شمالی) در ستاره‌شناسی لحظه‌ای است که خورشید از دید ناظر زمینی در بیش‌ترین فاصله زاویه‌ای (۲۳٫۵ درجه) با صفحه استوا در اوج نزولی قرار دارد.
انقلاب زمستانی در نیم‌کرهٔ شمالی تقریباً ۱ دی «۲۲ دسامبر» (لحظهٔ متوسط سالانة آن یکم دی ساعت ۰۶:۰۶ (ایران))، خورشید بر مدار رأس‌الجدی و هم‌زمان با آغاز فصل زمستان است، درحالی‌که همین زمان در نیم‌کرهٔ جنوبی آغاز تابستان و لحظهٔ انقلاب تابستانی است و برعکس.
انقلاب زمستانی آغاز زمستان است که کوتاه‌ترین روز سال می‌باشد. پس از انقلاب زمستانی طول روزها بلندتر می‌شود. انقلاب زمستانی سرچشمه بسیاری از جشن‌ها و آیین‌های باستانی در فرهنگ‌ها و تمدن‌های بشری است. شب یلدا یا شب چله و حنوکا و کریسمس از جمله این جشن‌هاست.